# Metalectra fimbripes
Metalectra fimbripes är en fjärilsart som beskrevs av Walker 1867. Metalectra fimbripes ingår i släktet Metalectra och familjen nattflyn. Inga underarter finns listade i Catalogue of Life.